# International Women's Open 2003 - Doppio
Il doppio dell'International Women's Open 2003 è stato un torneo di tennis facente parte del WTA Tour 2003.
Lisa Raymond e Rennae Stubbs erano le detentrici del titolo, ma hanno partecipato con partner differenti, la Raymond con Lindsay Davenport e la Stubbs con Jelena Dokić.
La Dokić e la Stubbs hanno perso nei quarti di finale contro Stéphanie Foretz Gacon e Antonella Serra Zanetti.
La Davenport e la Raymond hanno battuto in finale 6–3, 6–2 Jennifer Capriati e Magüi Serna.

## Teste di serie
1. Elena Lichovceva /  Ai Sugiyama (quarti di finale)
2. Lindsay Davenport /  Lisa Raymond (campionesse)
3. Jelena Dokić /  Rennae Stubbs (quarti di finale)
4. Daniela Hantuchová /  Chanda Rubin (semifinali)

## Tabellone

### Legenda
| - Q = Qualificato - WC = Wild card - LL = Lucky loser | - ALT = Alternate - SE = Special Exempt - PR = Protected Ranking | - w/o = Walkover - r = Ritirato - d = Squalificato |